# Estação Ferroviária de Válega
A Estação Ferroviária de Válega, originalmente denominada de Vallega, é uma gare da Linha do Norte, que serve a freguesia de Válega, em Portugal.

## Caracterização

### Localização e acessos
A Estação situa-se junto à localidade de Regedoura, com acesso pela Rua do Afreixo.

### Infraestrutura
Em Janeiro de 2011, apresentava duas vias de circulação, tendo ambas 647 m de comprimento; as duas plataformas tinham ambas 192 m de extensão e 90 cm de altura.
A estação é utilizada pelos serviços urbanos do Porto da empresa Comboios de Portugal.

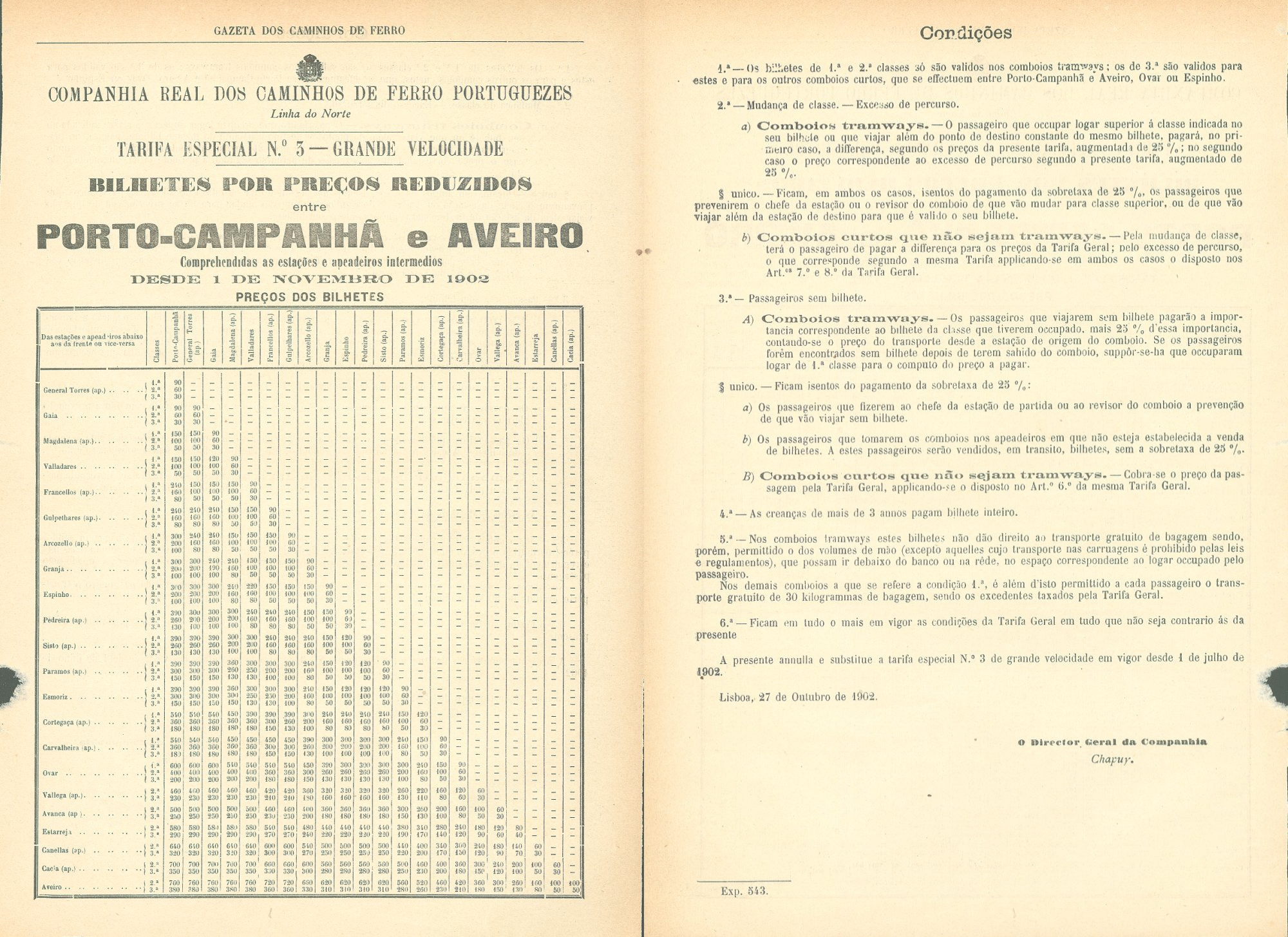
Anúncio de 1902 da Companhia Real: Válega tem a categoria de apeadeiro e o nome contemporâneo "Vallega".

## História

### Inauguração
Esta estação situa-se no troço da Linha do Norte entre Vila Nova de Gaia e Estarreja, que foi inaugurado pela Companhia Real dos Caminhos de Ferro Portugueses em 8 de Julho de 1863. No entanto, esta interface não fez parte da linha original, tendo a Gazeta dos Caminhos de Ferro de 1 de Setembro de 1902 informado que estava em construção um apeadeiro para servir a Freguesia de Vallega (Válega), da qual recebeu o nome. Foi inaugurado pela Companhia Real no dia 1 de Novembro de 1902, com a categoria de apeadeiro, ao quilómetro 296,900 da Linha do Norte, apenas para o tráfego de passageiros, recebendo serviços tramways daquela empresa. Previa-se que os primeiros comboios a servir o novo apeadeiro seriam os 1503, 1506, 1511 e 1522.

### Século XXI
Em Julho de 2010, uma composição de mercadorias descarrilou junto à Estação, não tendo causado quaisquer vítimas, mas obrigou à suspensão da circulação ferroviária em ambos os sentidos naquela zona. Este acidente veio chamar a atenção para o facto daquele troço ser, naquela altura, o que pior se encontrava em toda a Linha do Norte, devido às vias estarem no fim da sua vida útil, embora a Rede Ferroviária Nacional tenha garantido a segurança da circulação, através da realização de obras de manutenção.